# Ignacio de la Garza
Ignacio „Nacho“ de la Garza (* 1905 in Mexiko; Sterbedatum unbekannt) war ein mexikanischer Fußballtorwart, der von einigen Quellen zusammen mit Rafael Garza Gutiérrez als Gründer des Club América angesehen wird. Demnach fusionierten die beiden Schüler die vormals eigenständigen Vereine Récord und Colón, wodurch der Club América entstand.
„Nacho“ de la Garza spielte seit Gründung des Club América im Oktober 1916 bis zum Ende seiner aktiven Laufbahn im Jahr 1930 vermutlich ausschließlich für diesen Verein. Außerdem ist er der erste Nationaltorwart in der Geschichte der mexikanischen Nationalmannschaft und bestritt alle sechs Länderspiele des Jahres 1923, die Mexiko ausschließlich gegen den südlichen Nachbarn Guatemala absolvierte.
Er nahm auch mit der mexikanischen Fußballnationalmannschaft bei den Olympischen Spielen 1928 teil.

## Erfolge
Mexikanischer Meister: 1925, 1926, 1927, 1928